# Edmond de Sélys Longchamps

Escudo de armas de Sélys-Longchamps

Michel Edmond de Sélys Longchamps (pronunciación en francés: /lɔ̃ʃɑ̃/; París, 25 de mayo de 1813–Lieja, 11 de diciembre de 1900) fue un político liberal y naturalista belga.
Fue considerado como la autoridad más grande del mundo en libélulas y en zigópteros. Su riqueza y la influencia le habilitaron para amasar una de las mejores colecciones de insectos neuropteroides y describir muchas especies de todo el mundo. Su colección se halla en el Real Instituto Belga de Ciencias Naturales.
Fue autor de Monographie des Libellulidées d'Europe (1840) y de Faune Belge (1842). Fue un aristócrata nacido en París; educado en casa, nunca asistió a una universidad, pero fue el estudioso principal de Odonata y de NeuropteroidesOrthopteroid (principalmente Europa). También fue un importante ornitólogo. Fue representante liberal en el Parlamento belga, y concejal para Waremme en 1846. En 1855 ingresa al Senado belga y es elegido finalmente Presidente del Senado belga de 1880 a 1884. Su interés temprano por las aves lo plasmó en un libro con figuras pintadas de especies belgas cuando tenía 16 años. La ornitología le interesó. En un museo ornitológico en Waremme reunió colecciones muy grandes de aves, europeas y exóticas, incluyendo un alca  gigante y un huevo. También se interesó en mamíferos pequeños. A los 18 años (1831) publicó su primer artículo científico, una lista de insectos de Lieja y en 1837 una lista de libélulas Odonata y mariposas y polillas Lepidopter de Bélgica. Los trabajos eran a menudo ejemplos monográficos: en  1840 Monographie des Libellulides d'Europeand, en 1850 Revue des Odonates d'Europa, dos trabajos en "Gomphines" y "Calopterygines", así como sinopsis (trabajos que contienen análisis filogenéticos, tablas y llaves) de "Gomphines", Calopterygines", Agrionines", "Cordulines" y (genéricos únicos) "Aeschnines". Es el autor correctamente atribuido de más de 1.000 especies. Ayudó a fundar la Société Entomologique de Belgique en 1856.
Reunió la colección más grande de Neuroptera y Orthoptera mundial, incorporando las colecciones de Pierre André Latreille, Jules Pièrre Rambur, Jean Guillaume Audinet-Serville y Félix Édouard Guérin-Méneville. Escribió más de 250 artículos, algunos de los cuales son obras maestras. Sus colecciones se hallan en el Instituto belga Real de Ciencias Naturales.

## Honores
- 1882: Gran Cordón en la Orden de Leopoldo.[1][2]
- Reino de Italia: Caballero Gran Cruz en la Orden de los Santos Mauricio y Lázaro.[1]
- Comendador de la Legión de Honor.[1]

## Obra
Odonata
- 1840. Monographie des Libellulidées d'Europe Brussels, 220 p.

- 1850 con Hermann August Hagen. Revue des odonates ou Libellules d'Europe. Mémoires de la Société Royale des Sciences de Liége 6:1-408 en Gallica

- 1853. Synopsis des Calopterygines. Bull. de l'Académie royale des Sciences de Belgique (1) 20:1-73 (reimpreso 1-73)

- 1854. Synopsis des Gomphines. Bull. de l'Académie royale des Sciences de Belgique 21:23-114.

- 1858. Monographie des Gomphines. Mémoires de la Société Royale des Sciences de Liége 9:1-460, 23 pls.

- 1862. Synopsis des agrionines, seconde légion: Lestes. Bull. de l'Académie royale des Sciences de Belgique (2)13:288-338 (reimpreso 1-54)

- 1871. Synopsis des Cordulines. Bull. de l'Académie royale des Sciences de Belgique (2) 31:238-316; 519-565.

- 1876. Synopsis des agrionines, cinquième légion: Agrion (suite). Le genre Agrion. Bull. de l'Académie royale des Sciences de Belgique (2) 41:247-322, 496-539, 1233-1309 (reimpreso 1-199)

- 1883. Synopsis des Aeschnines. Première partie: Classification. Bull. de l'Académie royale des Sciences de Belgique 3 (5): 712-748

Aves
- Observations sur les phénomènes périodique du règne animal, et particulièrement sur les migrations des oiseaux en Belgique, de 1841 à 1846 Mémoires de l'Académie Royale des Sciences, des Lettres et des Beaux-Arts de Belgique  21 pdf from GDZ (enlace roto disponible en Internet Archive; véase el historial, la primera versión y la última).

General
- Faune belge. Première partie. Indication méthodique des mammifères, oiseaux, reptiles et poissons, observés jusqu'ici en Belgique.  Faune Belge i-xii + 1-310 (1842)

## Abreviatura (zoología)
La abreviatura Sélys  se emplea para indicar a Edmond de Sélys Longchamps como autoridad en la descripción y taxonomía en zoología.